# Zeittafel Kambodscha
Die Zeittafel Kambodscha gibt in Stichpunkten einen Überblick über die Geschichte Kambodschas. Sie erhebt keinen Anspruch auf Aktualität oder Vollständigkeit.

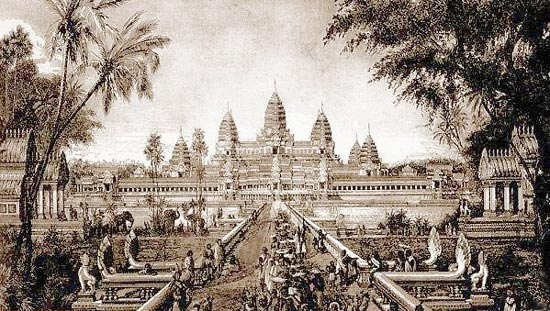
Angkor Wat (Delaporte, 1880)

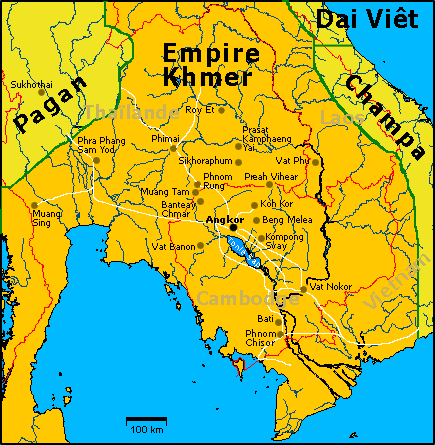
Das Einflussgebiet des Khmer-Reiches zur Zeit seiner größten Ausdehnung (unter König Jayavarman VII.): etwa in Bildmitte der Tonlé-Sap-See, nördlich davon Angkor

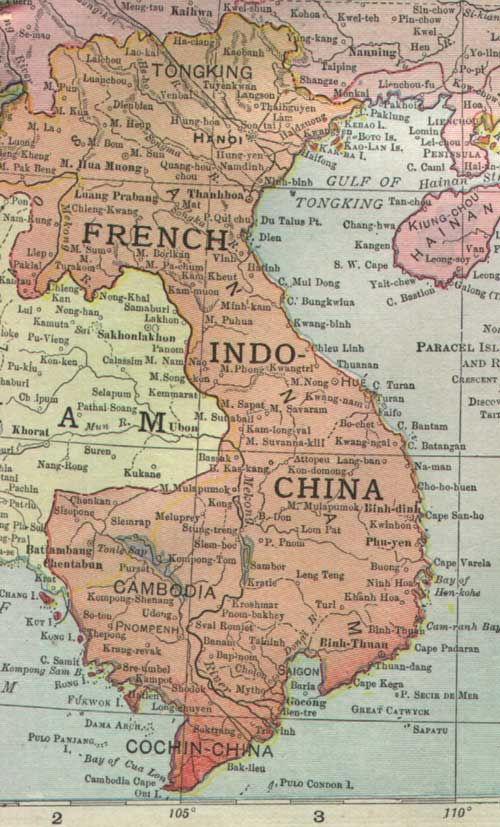
Französisch-Indochina im Jahr 1913

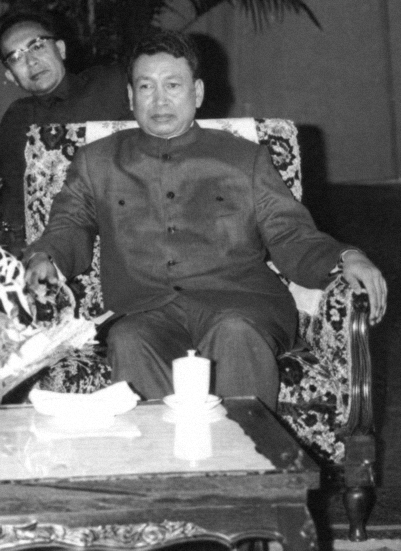
Pol Pot (1978)

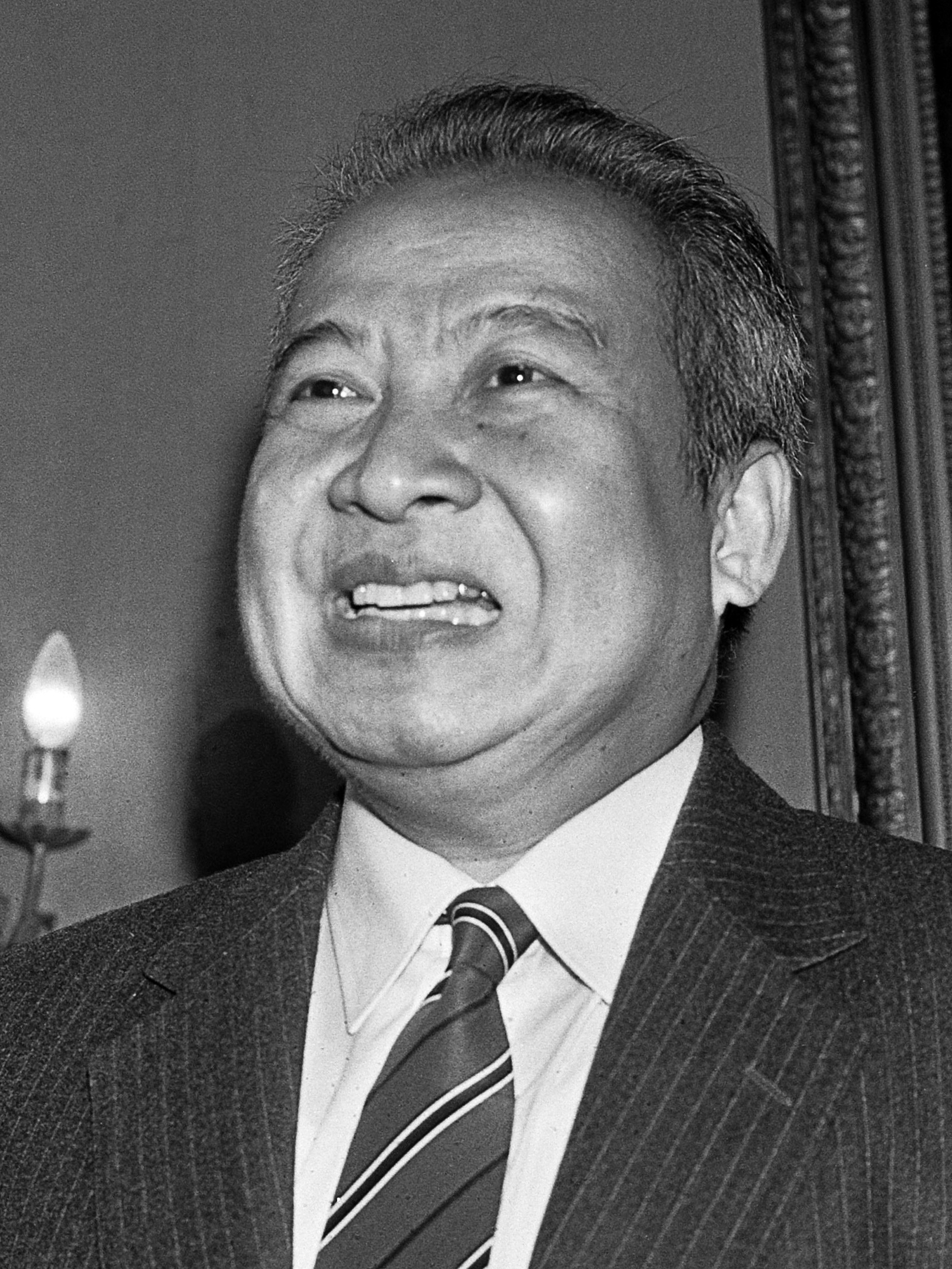
Norodom Sihanouk (1983)

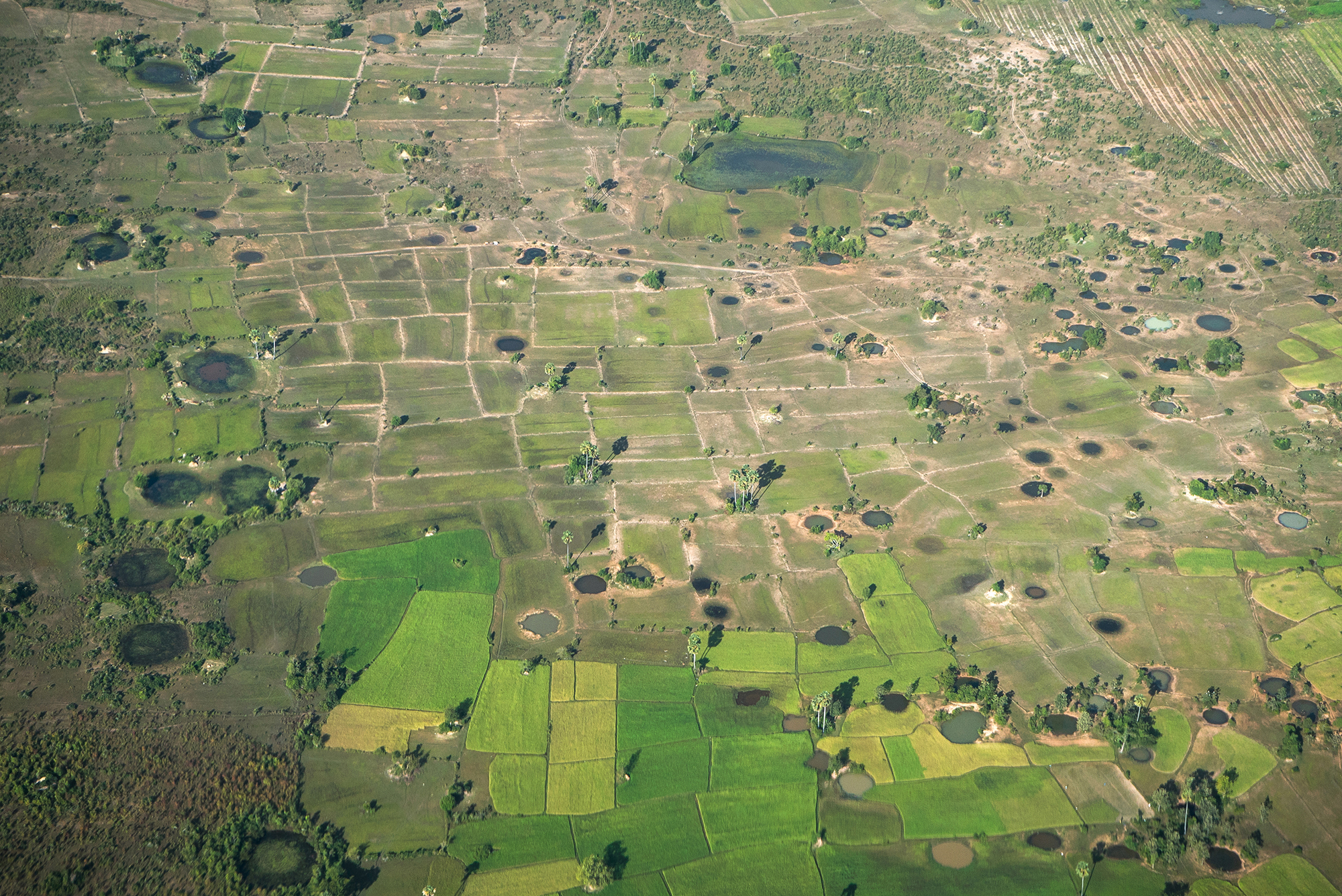
Bombenkrater in Kambodscha

## Zeittafel
- 1. Jahrhundert n. Chr. – Auf dem Gebiet des heutigen Kambodscha wird der Staat Funan gegründet.
- 6. Jahrhundert. – Der Staat Chenla erobert den Staat Funan.
- 9. Jahrhundert. – Der Khmer-Staat wird gegründet.
- 13. Jahrhundert. – Das Khmer-Reich beginnt zu zerfallen.
- 1432 – Thais erobern Angkor, das Khmer-Reich verlegt seine Hauptstadt von Angkor nach Phnom Penh.
- 16. Jahrhundert. – Die ersten Europäer erreichen das heutige Kambodscha.
- 1884 – Frankreich erkennt Kambodscha als seine Kolonie an.
- 1887 – Kambodscha wird in Französisch-Indochina eingegliedert.
- 1941–1945 – Japanische Besatzung.
- 1945–1946 – Besetzung durch Thailand.
- 1949 – Frankreich gewährt Kambodscha die Unabhängigkeit als Teil der Union française (Französische Union).
- 1955 – Kambodscha tritt aus der Französischen Union aus und wird Mitglied der Vereinten Nationen.
- 1960 – Geheimtreffen der Revolutionären Volkspartei der Khmer (KPRP) im Bahnhof von Phnom Penh, Tou Samouth wird zu ihrem Generalsekretär gewählt
- 1970 – Durch einen Staatsstreich unter der Führung von General Lon Nol wird Prinz Sihanouk gestürzt. Kurz darauf gründete Sihanouk die Nationale Einheitsfront von Kampuchea  (FUNK). Ausbruch des Bürgerkriegs.
- April 1970 – Einen Monat nach der Machtübernahme von Lon Nol, marschierten amerikanische und südvietnamesische Truppen unerwartet im südöstlichen Kambodscha ein (siehe auch Operation Menu), wobei es beide Länder verabsäumten, ihre Verbündeten in Phnom Penh davon zu unterrichten.[1]
- 1975 – FUNK-Truppen erobern Phnom Penh, die Roten Khmer (unter Führung von Pol Pot) übernehmen die Macht, Sihanouk wird wieder Staatsoberhaupt.
- 1975 – Kambodscha ändert seinen Namen in Demokratisches Kampuchea.
- 1976 – Die Roten Khmer zwingen Sihanouk zum Rücktritt vom Amt, Khieu Samphan folgt ihm als Staatsoberhaupt nach.
- Dezember 1978 – Die Gegner von Pol Pot bilden die Nationale Einheitsfront für die Rettung Kampucheas.
- 1979 – Der Name des Staates wird in Volksrepublik Kampuchea geändert.
- 1987 – Zum ersten Mal findet ein Treffen zwischen Sihanouk und dem Premierminister der Regierung in Phnom Penh, Hun Sen, statt.
- April 1989 – Der Name des Staates wird in Kambodscha geändert.
- August 1989 – Einberufung einer Konferenz über Kambodscha in Paris.
- Oktober 1991 – Die Pariser Konferenz beschließt die Einsetzung eines Obersten Nationalrats unter der Führung von Prinz Sihanouk.
- Mai 1993 – Abhaltung von Parlamentswahlen unter UN-Aufsicht, die von den Roten Khmer boykottiert werden.
- November 1993 – Wiederherstellung der Monarchie.
- 1997 – Hun Sen entmachtete die monarchistische Partei.
- 2001 – Die Nationalversammlung und der Senat billigen ein Gesetz zur Einrichtung eines Tribunals für die Verbrechen der Roten Khmer.
- 2003 – Die Kambodschanische Volkspartei gewinnt erneut die Parlamentswahlen.
- 2004 – Norodom Sihanouk dankt ab. Sein Nachfolger an der Macht ist sein Sohn Norodom Sihamoni.
- Juli 2010 – Kaing Guek Eav, der Leiter des Gefängnisses Tuol Sleng (S-21), wird zu 35 Jahren Haft verurteilt (die Strafe wurde später reduziert und später in lebenslange Haft umgewandelt).